# Multitude
Multitude è il terzo album in studio del cantautore belga Stromae, pubblicato il 4 marzo 2022 dalla Mosaert.

## Promozione
Prima della sua pubblicazione, l'album è stato anticipato da due singoli: Santé, rilasciato il 15 ottobre 2021 insieme al relativo video musicale, e L'enfer, reso pubblico il 9 gennaio 2022 tramite una performance pubblica durante un'intervista sul canale francese TF1. Anche quest'ultimo è accompagnato da un video musicale.

## Tracce
Testi e musiche di Stromae, eccetto dove indicato.
1. Invaincu – 2:05
2. Santé – 3:10
3. La solassitude – 3:02
4. Fils de joie – 3:15
5. L'enfer – 3:09
6. C'est que du bonheur – 2:42 (Moon Willis, Stromae)
7. Pas vraiment – 2:42 (Selman Faris, Stromae)
8. Riez – 3:21 (Luc Van Haver, Stromae, Moon Willis)
9. Mon Amour – 2:52
10. Déclaration – 3:04
11. Mauvaise journée – 3:07
12. Bonne journée – 3:12 (Luc Van Haver, Orelsan, Stromae)

Traccia bonus nella riedizione digitale
1. Mon Amour (con Camila Cabello) – 3:07 (testo: Stromae, Camila Cabello)

## Classifiche

### Classifiche settimanali
| Classifica (2022) | Posizione massima |
| ----------------- | ----------------- |
| Austria           | 2                 |
| Belgio (Fiandre)  | 1                 |
| Belgio (Vallonia) | 1                 |
| Canada            | 4                 |
| Croazia           | 39                |
| Danimarca         | 8                 |
| Francia           | 1                 |
| Germania          | 4                 |
| Irlanda           | 89                |
| Islanda           | 33                |
| Italia            | 10                |
| Lituania          | 32                |
| Paesi Bassi       | 1                 |
| Regno Unito       | 94                |
| Spagna            | 6                 |
| Svezia            | 59                |
| Svizzera          | 1                 |
| Ungheria          | 27                |

### Classifiche di fine anno
| Classifica (2022) | Posizione |
| ----------------- | --------- |
| Belgio (Fiandre)  | 5         |
| Belgio (Vallonia) | 1         |
| Francia           | 3         |
| Paesi Bassi       | 7         |
| Svizzera          | 3         |